# High Speed Championship
El High Speed Championship (Campeonato Alta Velocidad, en español) es el campeonato femenino de World Wonder Ring Stardom. El título fue creado originalmente el 5 de mayo de 2009, en la promoción NEO Japan Ladies Pro Wrestling, donde Natsuki☆Taiyo derrotó a Ray para convertirse en la campeona inaugural. La campeona actual es Mei Seira quien se encuentra en su primer reinado.
Como sugiere el nombre del título, está destinado a luchadores rápidos y de alto vuelo, haciéndola equivalente a las categorías Junior Heavyweight o Cruiserweight masculinas, solamente sin mencionar el peso. El 19 de noviembre de 2010, Stardom adquirió los derechos del Campeonato de Alta Velocidad de NEO, que había anunciado que se retiraría después del 31 de diciembre. El 24 de julio de 2011, Natsuki☆Taiyo, ahora afiliado con Stardom, derrotado PTC Joshi Puroresu's Leon para llevar oficialmente el título a la promoción.
Al igual que la mayoría de los campeonatos de lucha libre profesionales, el título se gana como resultado de un combate con guion.

## Campeonas

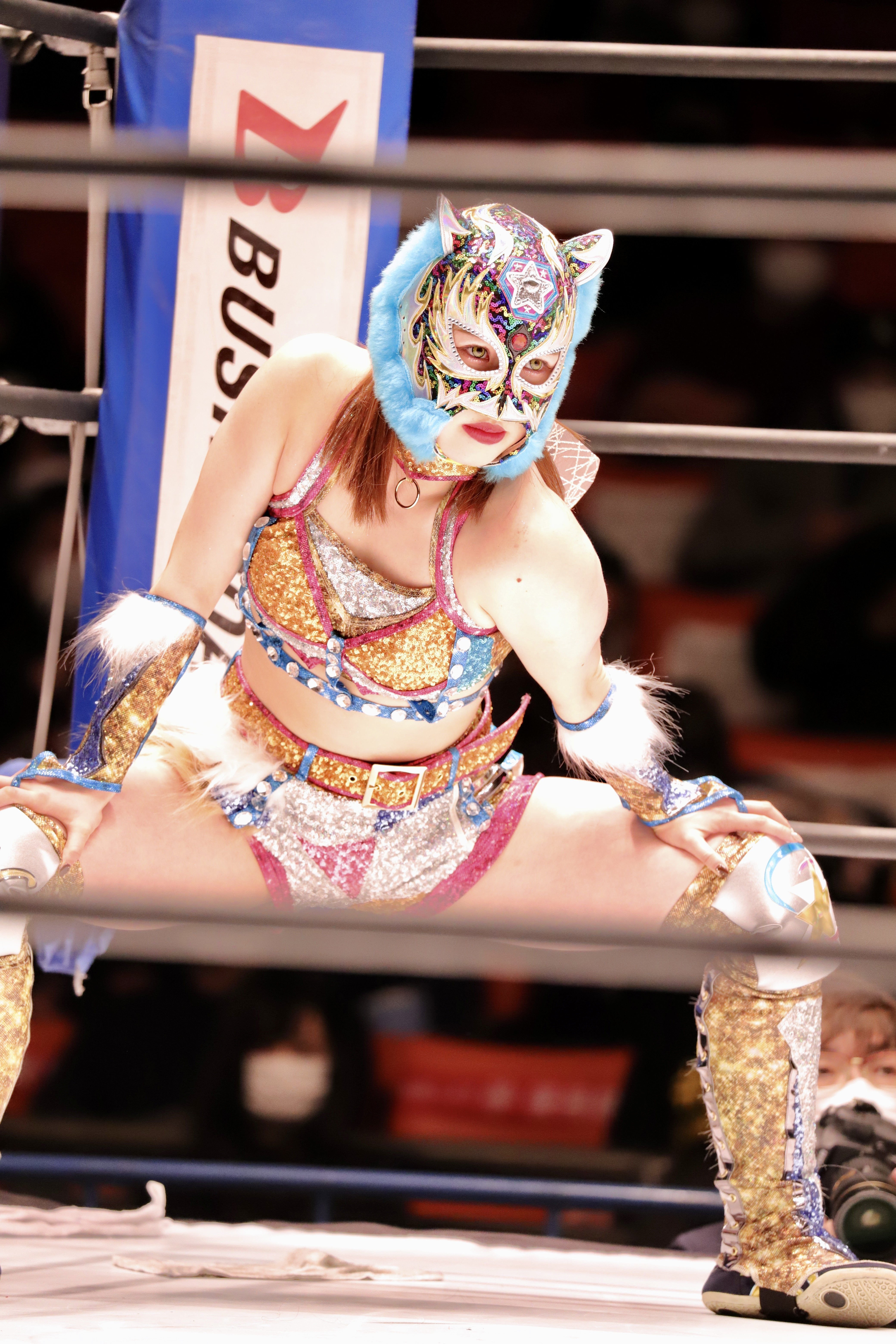
La campeona actual, Starlight Kid.

El Campeonato de Alta Velocidad es el campeonato terciario de la WWRS, y fue establecido el 5 de mayo de 2009 en la promoción NEO Japan Ladies Pro Wrestling. la campeona inaugural fue Natsuki☆Taiyo, quien ganó un torneo al derrotar en la final a Ray, el 5 de mayo de 2009 en el evento May History 09, desde entonces ha habido 16 campeonas oficiales, repartidos en 21 reinados en total.
El reinado más largo en la historia del título le pertenece a Natsuki☆Taiyo, quien mantuvo el campeonato por 679 días en el 2011 y 2013, cuyo reinado fue el primero de la historia al ser el campeón inaugural. Por otro lado, Rosa Negra posee el reinado más corto en la historia del campeonato, con 18 días con el título en su haber.
Además, en cuanto a los días en total como campeona (un acumulado entre la suma de todos los días de los reinados individuales de cada luchadora), Natsuki☆Taiyo posee el primer lugar, con 1231 días en sus cuatro reinados. Le siguen Mayu Iwatani (501 días en su único reinado), Mari Apache (498 días en su único reinado), Kaori Yoneyama/Death Yama-San (377 días en sus dos reinados), y Riho (351 días en su único reinado).
La campeona más joven en la historia es Koguma, quien a los 17 años y 33 días derrotó a Io Shirai en Queen's Shout 2015. En contraparte, la campeona más vieja es Mari Apache, quien a los 37 años y 298 días derrotó a Shanna en Ryōgoku Cinderella en Midsummer Champions 2017. En cuanto al peso de las campeonas, Mari Apache es la más pesada con 71 kilogramos, mientras que Riho es la más liviana con 42 kilogramos.
Por último, Natsuki☆Taiyo es la luchadora con más reinados, ya que poseen 4, son seguidas por Kaori Yoneyama (3).

### Campeona actual
La actual campeona es Mei Seira quien se encuentra en su primer reinado como campeona. Seira ganó el campeonato tras derrotar a la excampeona Saya Kamitani el 28 de juliode 2024 en Sapporo World Rendezvous.
Seira no registra hasta el 28 de julio de 2025 defensas televisadas:

### Lista de campeonas
| N.º                            | Campeona       | Lucha                    | Lucha                              | Lucha                   | Estadísticas | Estadísticas | Estadísticas      | Notas y referencias                                                                    |
| N.º                            | Campeona       | Fecha                    | Evento                             | Ubicación               | Reinado      | Días         | Defensas exitosas | Notas y referencias                                                                    |
| ------------------------------ | -------------- | ------------------------ | ---------------------------------- | ----------------------- | ------------ | ------------ | ----------------- | -------------------------------------------------------------------------------------- |
| NEO Japan Ladies Pro-Wrestling |                |                          |                                    |                         |              |              |                   |                                                                                        |
| 1                              | Natsuki☆Taiyo  | 5 de mayo de 2009        | May History 09                     | Tokio, Japón            | 1            | 138          | 2                 | Derrotó a Kay en la final de un torneo.                                                |
| 2                              | Kaori Yoneyama | 20 de septiembre de 2009 | Beat Up 09                         | Tokio, Japón            | 1            | 147          | 1                 | [ 2 ]                                                                                  |
| 3                              | Natsuki☆Taiyo  | 14 de febrero de 2010    | Road to Maniax 2010: OCC League    | Kawasaki, Japón         | 2            | 286          | 3                 | [ 3 ]                                                                                  |
| 4                              | Leon           | 27 de noviembre de 2010  | 5Passion                           | Kawasaki, Japón         | 1            | 239          | 3                 | [ 4 ]                                                                                  |
| World Wonder Ring Stardom      |                |                          |                                    |                         |              |              |                   |                                                                                        |
| 5                              | Natsuki☆Taiyo  | 24 de julio de 2011      | Stardom × Stardom 2011             | Tokio, Japón            | 3            | 679          | 4                 | [ 5 ]                                                                                  |
| 6                              | Kaori Yoneyama | 2 de junio de 2013       | Stardom Golden Age                 | Tokio, Japón            | 2            | 239          | 2                 | [ 6 ]                                                                                  |
| 7                              | Natsuki☆Taiyo  | 29 de diciembre de 2013  | Stardom Yearend Climax 2013        | Tokio, Japón            | 4            | 128          | 3                 | [ 7 ]                                                                                  |
| 8                              | Io Shirai      | 6 de mayo de 2014        | Golden Week Stars 2014             | Tokio, Japón            | 1            | 292          | 1                 | [ 8 ]                                                                                  |
| 9                              | Koguma         | 22 de febrero de 2015    | Queen's Shout 2015                 | Tokio, Japón            | 1            | 84           | 1                 | [ 9 ]                                                                                  |
| 10                             | Star Fire      | 17 de mayo de 2015       | Gold May 2015                      | Tokio, Japón            | 1            | 129          | 1                 | [ 10 ]                                                                                 |
| 11                             | Rosa Negra     | 23 de septiembre de 2015 | 5★Star GP2015                      | Tokio, Japón            | 1            | 18           | 0                 | [ 11 ]                                                                                 |
| 12                             | Mayu Iwatani   | 11 de octubre de 2015    | Appeal the Heat 2015               | Tokio, Japón            | 1            | 501          | 9                 | [ 12 ]                                                                                 |
| 13                             | Kris Wolf      | 23 de febrero de 2017    | Stardom of Champions 2017          | Tokio, Japón            | 1            | 143          | 4                 | Fue un Triple Threat Match, la cual incluyó a Kagetsu.                                 |
| 14                             | Shanna         | 16 de julio de 2017      | Stardom × Stardom 2017             | Tokio, Japón            | 1            | 28           | 0                 | [ 14 ]                                                                                 |
| 15                             | Mari Apache    | 13 de agosto de 2017     | Midsummer Champions 2017           | Tokio, Japón            | 1            | 498          | 4                 | [ 15 ]                                                                                 |
| 16                             | Hazuki         | 24 de diciembre de 2018  | Stardom Year End Climax            | Tokio, Japón            | 1            | 208          | 8                 | [ 16 ]                                                                                 |
| 17                             | Death Yama-San | 20 de julio de 2019      | Stardom World Big Summer In Osaka  | Osaka, Japón            | 3            | 20           | 0                 | Fue un Triple Threat Match, la cual incluyó a AZM. Antes conocida como Kaori Yoneyama. |
| 18                             | Riho           | 10 de agosto de 2019     | Stardom X Stardom 2019             | Tokio, Japón            | 1            | 351          | 1                 | Fue un Triple Threat Match, la cual incluyó a Starlight Kid.                           |
| 19                             | AZM            | 26 de julio de 2020      | Stardom Cinderella Summer In Tokyo | Tokio, Japón            | 1            | 220          | 4                 | Fue un Triple Threat Match, la cual incluyó a Starlight Kid.                           |
| 20                             | Natsupoi       | 3 de marzo de 2021       | Stardom All Star Dream Cinderella  | Tokio, Japón            | 1            | 179          | 2                 | [ 20 ]                                                                                 |
| 21                             | Starlight Kid  | 29 de agosto de 2021     | Stardom 5 Star Grand Prix 2021     | Tokio, Japón            | 1            | 178          | 5                 | [ 21 ]                                                                                 |
| 22                             | AZM            | 23 de febrero de 2022    | Cinderella Journey                 | Tokio, Japón            | 2            | 458          | 12                |                                                                                        |
| 23                             | Saki Kashima   | 27 de mayo de 2023       | Flashing Champions                 | Tokio, Japón            | 1            | 135          | 3                 | Fue un Triple Threat Match, la cual incluyó a Fukigen Death.                           |
| 24                             | Mei Seira      | 9 de octubre de 2023     | Nagoya Golden Fight                | Nagoya, Japón           | 1            | 178          | 4                 |                                                                                        |
| 25                             | Saki Kashima   | 4 de abril de 2024       | Stardom American Dream 2024        | Filadelfia, Pensilvania | 2            | 23           | -                 |                                                                                        |
| 26                             | Saya Kamitani  | 27 de abril de 2024      | All star grand Queendom 2024       | Yokohama, Japón         | 1            | 92           | -                 | Fue un Fatal 4-Way Match que incluyó a Saya Iida y Fukigen Death                       |
| 27                             | Mei Seira      | 28 de julio de 2024      | Sapporo World Rendezvous           | Sapporo, Japón          | 2            | 365+         |                   |                                                                                        |

### Total de días con el título
La siguiente lista muestra el total de días que una luchadora ha poseído el campeonato si se suman todos los reinados que posee. Actualizado a la fecha del 28 de julio de 2025.
| + | Indica a la campeona actual |

| N.º | Campeona                      | Reinados | Total de días |
| --- | ----------------------------- | -------- | ------------- |
| 1   | Natsuki☆Taiyo                 | 4        | 1231          |
| 2   | AZM                           | 2        | 678           |
| 3   | Mei Seira                     | 2        | 543+          |
| 4   | Mayu Iwatani                  | 1        | 501           |
| 5   | Mari Apache                   | 1        | 498           |
| 6   | Kaori Yoneyama/Death Yama-San | 3        | 377           |
| 7   | Riho                          | 1        | 351           |
| 8   | Io Shirai                     | 1        | 292           |
| 9   | Leon                          | 1        | 239           |
| 10  | Hazuki                        | 1        | 208           |
| 11  | Natsupoi                      | 1        | 179           |
| 12  | Starlight Kid                 | 1        | 178           |
| 13  | Saki Kashima                  | 2        | 158           |
| 14  | Kris Wolf                     | 1        | 143           |
| 15  | Star Fire                     | 1        | 129           |
| 16  | Saya Kamitani                 | 1        | 92            |
| 17  | Koguma                        | 1        | 84            |
| 18  | Shanna                        | 1        | 28            |
| 19  | Rosa Negra                    | 1        | 18            |

### Mayor cantidad de reinados
| Reinados | Luchadora (s)                 |
| -------- | ----------------------------- |
| 4 veces  | Natsuki☆Taiyo                 |
| 3 veces  | Kaori Yoneyama/Death Yama-San |
| 2 veces  | AZM, Saki Kashima             |